# Azték zsálya

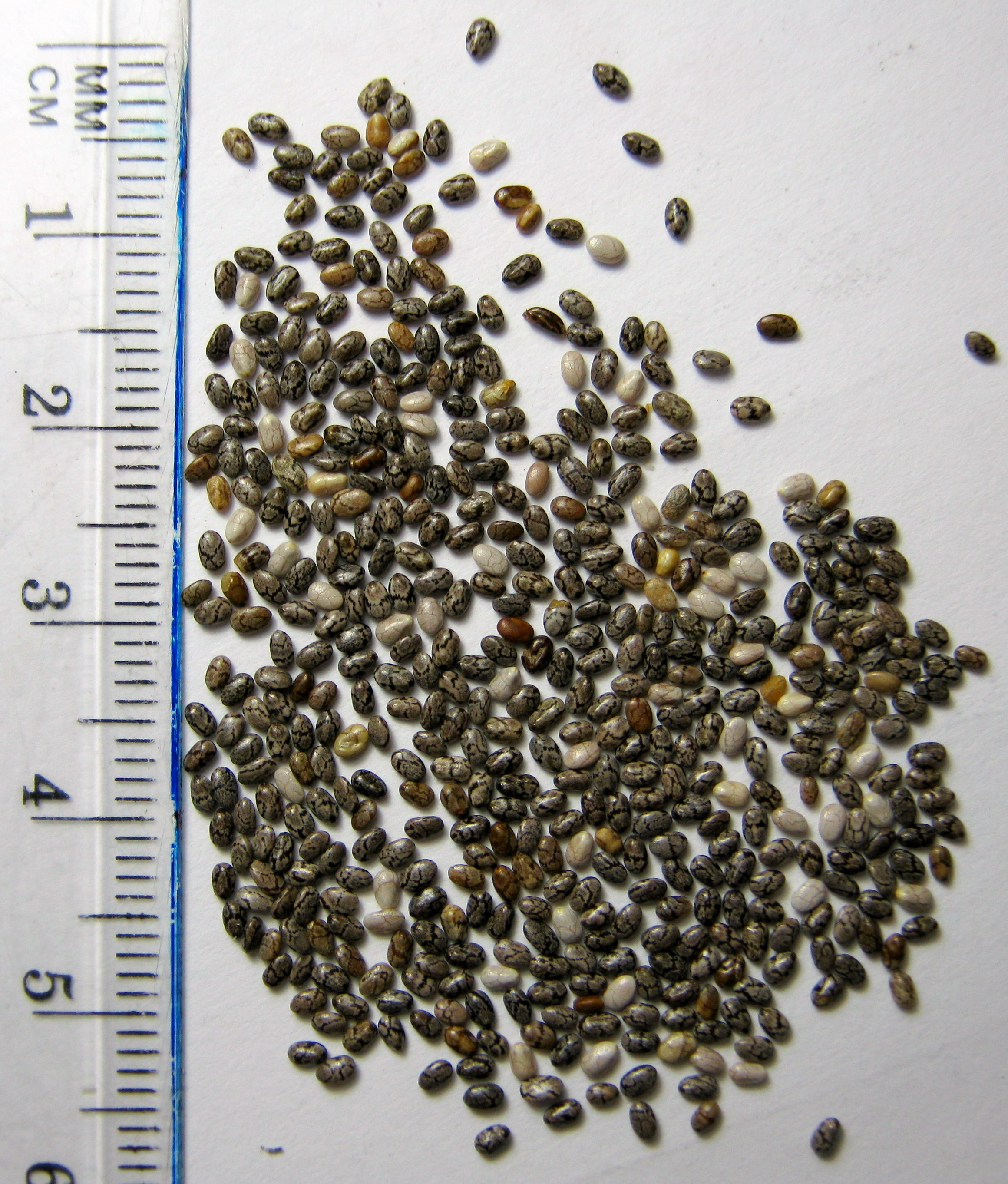
Az azték zsálya magvai

Az azték zsálya (Salvia hispanica) vagy chia (ejtsd: csia) egy, a menta nemzetségébe, az árvacsalánfélék családjába tartozó, Közép- és Dél-Mexikóban, valamint Guatemalában őshonos virágzó növényfaj. A tizenhatodik századi Mendoza-kódex igazolta, hogy az aztékok termesztették a Kolumbusz előtti időkben; gazdaságtörténészek azt állítják, hogy legalább olyan fontos élelmiszer volt, mint a kukorica. A 38 azték tartományi államból 28-ban éves sarcként adták az emberek az uralkodóknak. Paraguayban, Bolíviában, Argentínában, Mexikóban és Guatemalában még mindig használják egész vagy őrölt magvait tápláló italként és élelmiszerforrásként.
Egyik előnyös tulajdonsága az omega-3 és omega-6 esszenciális zsírsavak kiegyensúlyozott (1:3) aránya. Ezeket az emberi szervezet nem képes előállítani, így ezekből külső bevitelre szorul.

## Felhasználása
A chia mag napjainkban egyre népszerűbb, felhasználására rengeteg recept található. Pudingok, müzlik és még nagyon sokféle étel összetevője. Nagy mennyiségű vizet képes megkötni, így sok diétázó ember is használja, ugyanis telítettségérzést okoz.

## Előnyös tulajdonságai
Elsősorban az esszenciális, többszörösen telítetlen alfa-linolénsav található a magokban, ezekből a szervezetben hosszú szénláncú, különleges zsírsavak, EPA és DHA képződnek. Ezek a zsírsavak gyulladásgátló tulajdonsággal rendelkeznek. Az omega-3-zsírsavak arról is ismertek, hogy pozitívan befolyásolják a vérzsír értékeket.
Ezekhez az esszenciális zsírsavakhoz, főleg halakból (pl. hering, a tonhal, a makréla és a szardínia) juthatunk hozzá. Kevésbé ismert tény az, hogy ezek csak egy bizonyos összetételben hasznosulnak az emberi szervezetben. Ráadásul aki vegetáriánus vagy allergiás, az is ezen mag révén hozzájuthat ezekhez a fontos összetevőkhöz.
Az 1990-es évek orvosi kutatásai alapján arra jutottak, hogy érdemes az omega-3 zsírsavak fogyasztását növelni a szívbetegségek, a cukorbetegség, a rák, a depresszió megelőzése érdekében, így az újra felfedezett dél-amerikai magvak ismét jelentős szerepet kaptak a táplálkozásban.
Mindemellett a chia mag fehérjékben gazdag, és jó antioxidáns forrás.

## Etimológiája
A „chia” szó a navatl nyelv chian szavából származik, jelentése: „olajos”.
Az azték zsálya a chia néven nevezett két növény közül az egyik, a másik a Salvia columbariae, a „galambzsálya” vagy „arany chia”.

## Fordítás
- Ez a szócikk részben vagy egészben  a   Salvia hispanica című angol Wikipédia-szócikk ezen változatának fordításán alapul.  Az eredeti cikk szerkesztőit annak laptörténete sorolja fel. Ez a jelzés csupán a megfogalmazás eredetét és a szerzői jogokat jelzi, nem szolgál a cikkben szereplő információk forrásmegjelöléseként.